# Paul Benedict Sarasin
Paul Benedict Sarasin  (Basileia, 11 de dezembro de 1856 — Basileia, 7 de abril de 1929) foi um naturalista suíço.

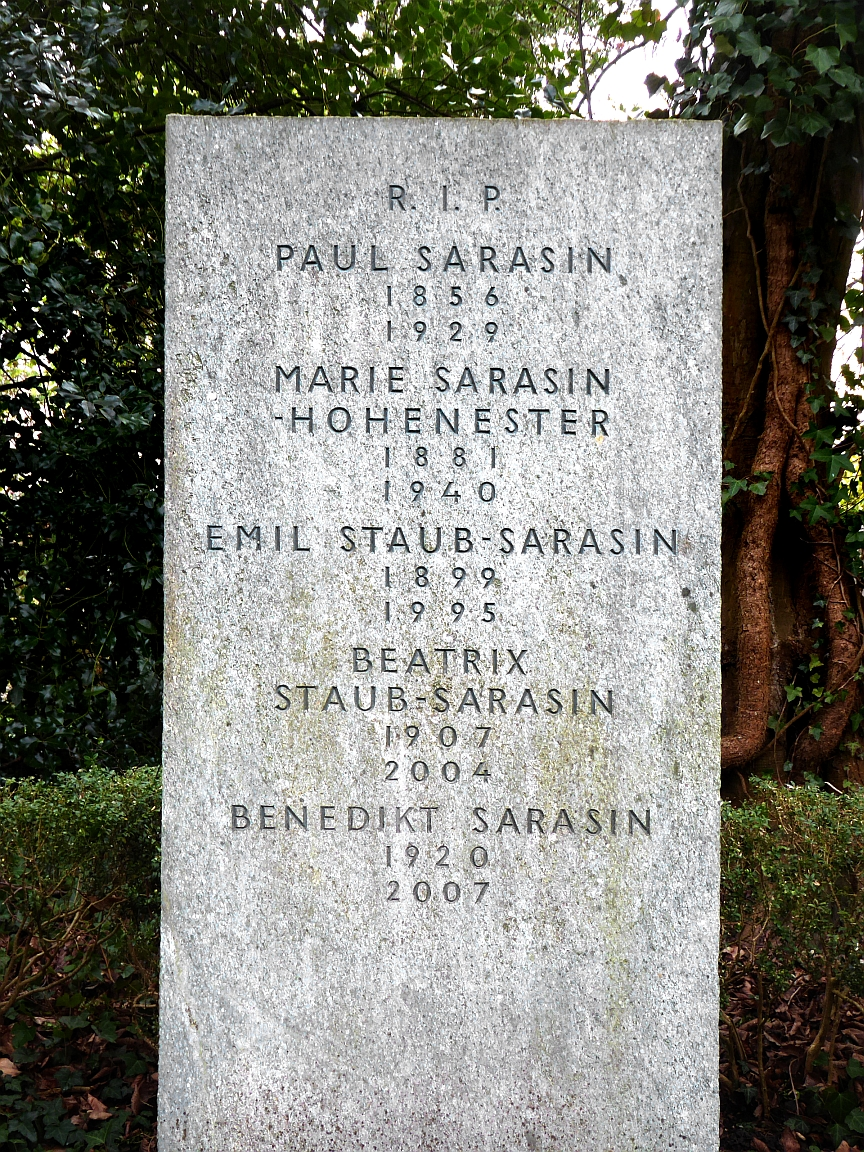
Sepultura no Friedhof am Hörnli, Basileia